# Epilaeliopsis yumanensis
Epilaeliopsis yumanensis là một loài thực vật có hoa trong họ Lan. Loài này được Withner mô tả khoa học đầu tiên năm 1971.